# Hans Oster
Hans Oster, född 9 augusti 1887 i Dresden, Kungariket Sachsen, Kejsardömet Tyskland, död 9 april 1945 i koncentrationslägret Flossenbürg, var en tysk general och motståndsman. Han befordrades till generalmajor 1942.
Oster var en av de ledande krafterna bakom det misslyckade attentatet mot Adolf Hitler i Rastenburg den 20 juli 1944. Han arresterades följande dag och internerades. I andra världskrigets slutskede hängdes han i Flossenbürg tillsammans med Dietrich Bonhoeffer och Wilhelm Canaris.